# Die Neue Geschichte von Taira
Die neue Geschichte von Taira (jap. 新平家物語, Shin Heike Monogatari) bedeutet das neue Heike Monogatari. Es ist ein Historien- und Kriegsroman von Eiji Yoshikawa. Sein Werk erschien zuerst von 1950 bis 1957 in der Zeitschrift Shukan Asahi (jap. 週刊朝日). Der Autor interpretierte Heike Monogatari neu. Der Verlag Kodansha brachte im Jahr 1989 die erste Auflage als Taschenbücher (16 Bände). Im Jahr 2014 folgte Shinchosha mit 20 Bänden.

## Entstehung und Inhalt
Eiji Yoshikawa schrieb „Die neue Geschichte von Taira“ in Neu-Japanisch. Basierend auf der in Alt-Japanisch erzählten Heike Monogatari (die Geschichte von Taira) brachte Eiji Yoshikawa die Handlungen mit den Inhalten der weiteren alten Erzählungen aus derselben Zeit in Einklang. Dazu gehören „Die Geschichte von Hogen“ (jap. 保元物語), „Die Geschichte von Heiji“ (jap. 平治物語), „Die Monografie von Minamoto no Yoshitsune“ (jap. 義経記), das historische Dokument „Azuma Kagami“ (jap. 吾妻鏡), "Genpei Josuiki" (jap. 源平盛衰記) sowie das Tagebuch von Kujo Kanezane „Gyokuyo“ (jap. 玉葉). „Die neue Geschichte von Taira“ ist dementsprechend um das Vielfache länger als Heike Monogatari.
Es handelt sich nicht nur um eine Übersetzung der alten Texte in eine moderne Sprache. Laut Keiji Shimauchi (jap. 島内景二), einem japanischen Literaturwissenschaftler, setzte der Romanautor „der Ästhetik des Untergangs“ (jap. 滅びの美学), die die japanische Literatur zu lange beherrscht hatte, das Ende und versuchte, historische Personen aus einem neuen Blickwinkel darzustellen. Nach Eiji Yoshikawa waren Taira no Kiyomori sowie Minamotos Samurai als aktiv agierende, ehrgeizige Krieger. Die Tennos und das einfache Volk wurden zum Spielball des Schicksals. Sie schlugen sich durch unruhige Zeiten als lebhafte Akteure durch. Laut Shimauchi rief Eiji Yoshikawa mit seinem Roman zur Befreiung von Heike Monogatari auf. Der Titel meint „Die anti Erzählungen von der Heike“. Der Autor möchte nicht von der Vergänglichkeit aller Lebewesen (jap. 諸行無常) hören. Dann ist der Titel „Die Geschichte gegen die Vergänglichkeit“.
Die neue Heike Monogatari erzählt vom Aufstieg und Untergang des Samuraistammes Taira. Es spielte sich am Ende des 12. Jahrhunderts in Japan ab. Man liest etwa 50 Jahre Geschichte des fernöstlichen Landes. Am Anfang waren die Kriegerstämme unterirdische Menschen. Der Kaiser war der absolute Monarch. Er ließ den Adel Fujiwara seine Politik umsetzen. Die Kriegerstämme Taira und Minamoto verschafften sich mühsam das Gehör. Die Samuraifamilien Taira und Minamoto mussten zuerst unter sich ausmachen, wer die stärkste Armee hatte. Das ging mit brutalen Kriegen von Hogen, Heiji und Genpei. Der Sieger Minamoto no Yoritomo nahm dem ehemaligen Tenno Goshirakawa und den Adeligen die Macht. Die Siegerfamilie Minamoto bildete ihre eigene Regierung von Kamakura.
Der Autor beschrieb die historischen Ereignisse, indem er aus den erhaltenen alten Dokumenten ausarbeitete, was die einzelnen Protagonisten dabei gemacht, gedacht und gefühlt haben könnten. Es ist seine literarische Rekonstruktion der Zeitgeschehnisse, wie die damaligen Japaner, von denen die alten Bücher berichten, lebten. Der Roman erzählt von tapferen Männern und liebenswürdigen Frauen, die kämpften, liebten und litten. Das Ende der Erzählung widmete der Autor dem siegreichen General des Genpei-Krieges, Minamoto no Yoshitsune, dem jüngeren Bruder des ersten Shoguns Minamoto no Yoritomo. Yoshitsune wurde von der Kamakura Regierung verbannt und starb in Hiraizumi im Norden. Der tragische General wurde von dem dortigen Herrscher überfallen. Er wollte keinen neuen Krieg heraufbeschwören. Er verzichtete bewusst auf Waffen und Widerstand gegen Kamakura und überwand die Demütigung für einen Samurai für den Frieden der Welt.
Eiji Yoshikawa zitierte anstelle des Vorworts den ersten Absatz aus Heike Monogatari. Dabei suggerierte er, dass die althergebrachte japanische Geschichte- und Lebensauffassung der Ausgangspunkt des Romans sei. Im Roman handle es von der buddhistischen Lehre der Vergänglichkeit (jap. 諸行無常) und des unausweichlichen Niedergangs der Machthaber (jap. 盛者必衰). Der Autor entwickelte jedoch eine völlig andere Sicht auf Leben, Tod und Schicksal. Taira no Kiyomori war der Gestalter der neuen Gesellschaft. Er erwuchs aus einem armen Kriegerstamm zu einem mächtigen Machthaber. Er schaffte die Regentschaft des Adels Fujiwara ab. Das Oberhaupt Tairas wurde Premierminister und Schwiegervater des Kaisers. Taira no Kiyomori erklomm die höchste Stellung eines Untertanen damals. Kiyomori errichtete seine Hauptstadt in Fukuhara (heutige Stadt Kobe), baute einen Hafen in Owada, nahe Fukuhara, der einem Taifun standhielt. Dies ermöglichte den Handel mit der Song-Dynastie von China. Auf diese Weise baute der Stamm Taira Macht und Wohlstand auf. Doch nach Taira no Kiyomoris Tod wurden die Tairas von Minamoto no Yoritomo bedroht. Die Tairas wurden mit der Zeit halb Adlige und halb Samurai.
Minamoto no Yoritomo vereinigte die mächtigen Samuraistämme der östlichen Provinzen unter seiner Führerschaft. Minamoto no Yoshinaka von Kiso eroberte die Provinzen an der Nordischen Küstenregion (Region Hokuriku) und marschierte mit atemberaubender Geschwindigkeit Richtung Hauptstadt Kyoto. Yoshinaka vertrieb den Stamm Taira aus Kyoto nach Westen. Der Shogun der aufgehenden Sonne (jap. 朝日将軍), so lautete der offizielle Titel von Minamoto no Yoshinaka, wurde in weniger als zwei Jahren seiner Herrschaft in Kyoto bei Uji und Seta von Minamoto no Yoshitsune und Nobuyori vernichtet. In der Zwischenzeit reorganisierte Taira seine Armee und Marine rund um die Seto-Inlandsee und griff von Yashima (jap. 屋島) aus die von Osten heranrückenden Armeen Minamotos an. Die Armeen und Marine des Ostens unter der Führung von Minamoto no Yoshitsune vernichteten schließlich in den Schlachten von Ichinotani, Yashima und Dannoura Tairas Streitkräfte. Eine Ironie des Schicksals von Taira ist, dass Tairas Armeen gerade von Yoritomo und Yoshitsune Minamoto vernichtet wurden. Die beiden Söhne Minamotos hätte Kiyomori nach dem Sieg des Heiji-Krieges 1160 töten können. Er begnadigte sie zur Verbannung.
Yoshikawa beschrieb ausführlich Heranwachsen von Minamoto no Yoritomo und Minamoto no Yoshitsune unter Tairas Herrschaft. Die Kriegerstämme in den Provinzen, die eine aktive Rolle im Genpei-Krieg spielten, waren eigenwillige Krieger und überlebten als Landesfürsten in der glamourösen aristokratischen Gesellschaft der Heian-Zeit. Diese Kriegerfürsten errangen Siege in den Schlachten des Genpei-Krieges. Viele Geschichten über ihre Heldentaten wurden erzählt.
Der Autor erzählte die Leben der gefallenen adeligen Samurai der Familie Taira. Die Tairas waren mit der Zeit mit der Aristokratie verschmolzen. Sie schrieben Gedichte und liebten Musizieren. Die Waka-Gedichte und die traurigen Klänge der Gagaku-Musik, die vor schicksalhaften Schlachten geschrieben und gespielt wurden, wurden in der Nachwelt überliefert. Der siegreiche Oberkommandierende General Minamoto no Yoshitsune wurde von Kajiwara no Kagetoki verleumdet. Sein Bruder Minamoto no Yoritomo verdächtigte Yoshitsune der Untreue und verbannte ihn aus dem Minamoto-Stamm und der Kamakura-Regierung. Yoshitsune floh mit Benkei, Saburo Ise und anderen Gefolgsleuten, als Bergasketen (Shugenja) verkleidet, nach Norden und fand bei dem dortigen Lokalfürsten Schutz, aber Yoshitsune wurde einige Jahre später von dem neuen Fürsten getötet. Trotz Yoritomos Demütigung griff Yoshitsune nicht nach Angriffswaffen gegen Kamakura und ging den Weg des Waffenverzichtes. Er möchte nie wieder einen Krieg führen, der so viele Menschenopfer fordern würde.
Der Roman erzählt von Frauen, die vom Sturm der Zeit hin und her geworfen wurden. Ihre Geliebten und Männer versuchten, die Macht an sich zu reißen, und wurden in endlose Kämpfe verwickelt. Die erste Figur des Romans, Kiyomoris Mutter Giondame, war eine energische Frau. Aus ihr kommt die Stimmung nach Vergänglichkeit aller Lebewesen überhaupt nicht auf. Im Gegensatz zu ihr führten Kesa, Masaruko Fujiwara, Tokiwa, Gio, Shizuka, Senju und Yurino Kawagoe jeweils ein herzzerreißendes, tragisches Leben. Masako Hojo bewegte die Geschichte als Minamoto no Yoritomos Ehefrau. Minamoto no Yoshinakas Frauen, Tomoe und Aoi, waren starke Kriegerinnen, die mit Yoshinaka im Bergdorf Kiso aufwuchsen. Sie waren anders als Frauen der adeligen Familie Fujiwara. Sie kämpften um Yoshinaka mit ganzer Frauenliebe. Die Sklavin Yamabuki war eine eifersüchtige Frau. Sie scheute sich von niederen Methoden nicht zurück. Sie wollte Minamoto no Yoshinakas Liebe für sich gewinnen. Taira no Kiyomoris Frau Tokiko lebte ihr halbes Leben als gute Ehefrau und Mutter. Sie gebar viele Kinder. Sie wurde nach Kiyomoris Tod als Nonne des zweiten Ranges verehrt. Sie warf sich in der Seeschlacht von Dannoura ins Meer. Sie riss dabei den kleinen Tenno Antoku mit in den Tod. Kiyomoris Tochter Tokuko, später Tennos Frau Kenreimonin, sprang ins Meer, als ihr Sohn, Tenno Antoku, starb. Sie überlebte den Untergang ihrer Familie. Saigyo und Mongaku waren zwei Samurai. Sie wurden zu Mönchen geweiht. So versuchten sie dem Strudel der Begierde in der Samurai-Gesellschaft zu entkommen. Der Autor schaffte eine Kunstfigur Asatori Abe als sein Ebenbild. Asatori folgte dem Pfad der Menschlichkeit. Er entkam als Arzt der Geißel des Krieges und fand nach Ende des Bürgerkrieges ein bescheidenes Glück.

## Verfilmungen

### Kinofilme
- Shin Heike Monogatari; 1955, Filmstudio Daiei, Regisseur Kenji Mizoguchi, Hauptdarsteller Raizo Ichikawa
- Shin Heike Monogatari, Drei Frauen von Yoshinaka Kiso; 1956, Filmstudio Daiei, Regisseur Teinosuke Kinugasa, Hauptdarsteller Kazuo Hasegawa
- Shin Heike Monogatari, Shizuka und Yoshitsune; 1956, Filmstudio Daiei, Regisseur Koji Shima, Hauptdarstellerin Chikage Awashima

### Fernsehen Filme
- Shin Heike Monogatari; 1972, NHK Taiga Drama, Hauptdarsteller Tatsuya Nakadai
- Historische Spektakel Puppentheater Heike Monogatari 1993–1995 NHK

## Übersetzungen
- ”Die Geschichte von Taira – Neue Interpretation -“, Bd. 1 bis 21, Eiji Yoshikawa, übersetzt von Yutaka Hayauchi, Verlag Books on Demand GmbH